# 硝酸ブチル
硝酸ブチル(Butyl nitrate)は、化学式C4H9NO3で表される無色油状の物質である。ラッシュ系脱法ドラッグにも使用される亜硝酸ブチル(Butyl nitrite)としばしば混同されることがある。

## 安全性
硝酸ブチルには爆発性がある。三フッ化ホウ素や塩化アルミニウム等のルイス酸と爆発的に反応する。加熱すると、亜酸化窒素の毒性蒸気を放出しながら分解する。